# Битва при Шелленберге
Битва при Шелленберге (нем. Schlacht am Schellenberg), также известная как битва при Донаувёрте — сражение, состоявшееся 2 июля 1704 года во время Войны за испанское наследство в Баварии.

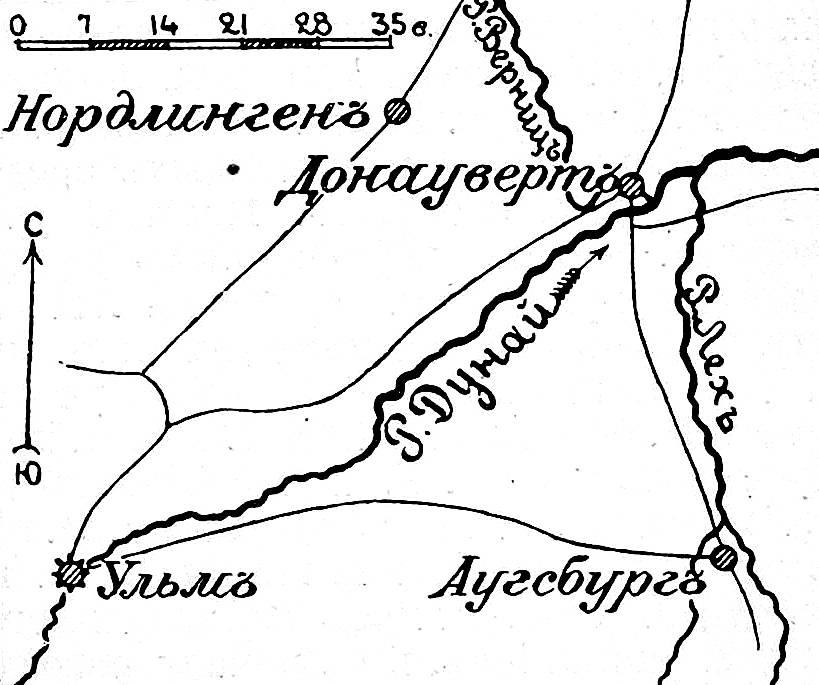
Театр военных действий под Донаувёртом
Карта из «Военной энциклопедии»

Сражение являлось частью кампании герцога Мальборо, имевшей целью спасти столицу габсбургской монархии Вену от угрозы взятия в результате наступления французско-баварских сил под командованием короля Людовика XIV, находившихся в южной Германии.
Мальборо начал свой 400-километровый марш от Бедбурга, рядом с Кёльном, 19 мая; спустя пять он объединил свои войска с силами маркграфа Баденского, после чего двинулся к реке Дунай. После вступления на территорию южной Германии задача союзников состояла в том, чтобы побудить Максимилиана II, курфюрста Баварии, отказаться от верности Людовику XIV и присоединиться к Аугсбургской лиге; но, дабы форсировать события, союзникам сначала необходимо было обеспечить себе укреплённый плацдарм и склады на Дунае, через которые военные поставки могли идти к югу от реки в сердце земель курфюрста. Для этой цели Мальборо выбрал город Донаувёрт.
После того, как курфюрст и его союзник, французский маршал Марсен, узнали о планах союзников, они отправили графа д’Арко с войсками численностью 12 000 человек из их главного лагеря в Диллингене-на-Дунае с целью укрепления и удержания высоты Шелленберг над городом. Отвергая идею о затяжной осаде, Мальборо принял решение в пользу быстрого нападения, прежде чем позиция противника могла бы стать неприступной. После двух неудачных попыток штурма укреплений союзным командующим, действовавшим в унисон, наконец удалось сокрушить защитников укрепления. Им понадобилось всего два часа, чтобы обустроить плацдарм через реку во время жестокого сражения, но после победы вследствие нерешительности импульс в их действиях был утрачен. Умышленное разорение земель курфюрста Баварии не привело к переходу Максимилиана в контрнаступление, но и не побудило его вернуться обратно в Аугсбургскую лигу. Только после того, как маршал Таллар прибыл с подкреплением для усиления сил курфюрста, а принц Евгений Савойский прибыл из-за Рейна, чтобы поддержать союзников, в войне начался новый этап решительных действий — с битвы при Бленхейме (Второе Гохштедтское сражение) в следующем месяце.